# Anthonie Palamedesz.
Antonie Palamedesz. (Leith (Edinburgh), 1602 - Amsterdam, 27 november 1673) was een schilder actief in de Republiek der Zeven Verenigde Nederlanden. Hij schilderde vooral portretten en genrestukken.  Hij is vooral bekend om zijn schilderijen van vrolijke gezelschappen met elegante figuren die zich vermaken met spel, muziek en conversatie, en ook zogenaamde kortegaardjes (corps de garde) scenes waarin soldaten in wachtkamers hun tijd verdrijven met allerlei activiteiten. Zoals veel Nederlandse schilders van zijn tijd, schilderde hij portretten en stillevens, waaronder vanitasstillevens. Verder schilderde hij de stoffage in enkele aanzichten van het interieur van kerken. Hij speelde een belangrijke rol in de ontwikkeling van de genreschilderkunst in Delft in het midden van de 17e eeuw.

## Leven
De vader van Palamedesz. was een Vlaams sierkunstenaar. of edelsteenslijper die na een tijd in Schotland voor koning James te hebben gewerkt en er een gezin te hebben gesticht zich in Delft vestigde. Anthonie Palamedesz leerde het schilderen vermoedelijk van Michiel Jansz. van Mierevelt en Hans Jordaens I. Hij werd 6 december 1621 lid van het Sint-Lucasgilde in zijn woonplaats en was in 1635, 1638, 1663 en 1672 hoofdman van het gilde. 

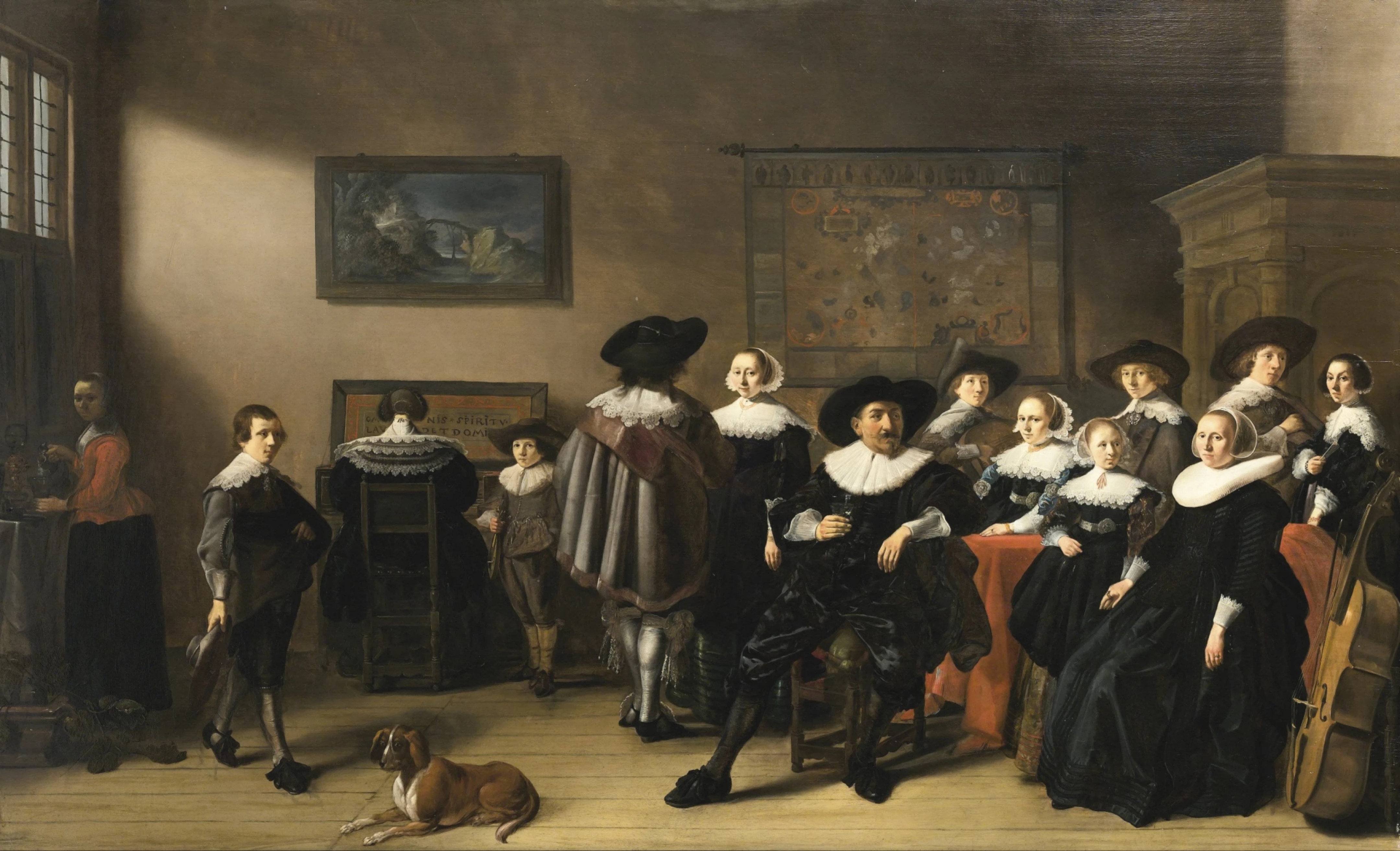
Groepsportret van een onbekende familie in een interieur

Hij trouwde Anna Joosten van Hoorendijk in 1630 en zij kregen zes kinderen. Zijn oudste zoon Palamedes (1632-1705) werd geen schilder. Het ging Anthonie Palamedesz voor de wind want hij kocht in 1638 een huis voor het aanzienlijke bedrag van 3400 gulden. Zeven jaar na de dood van zijn eerste vrouw (1651) trouwde hij met Aagje Woedewart met wie hij nog een zoon kreeg. 
Hoewel Anthonie in zijn beginjaren veel financieel succes had en een duur huis kon kopen in Delft, was zijn financiële situatie tegen 1668 aanzienlijk verslechterd. Dat jaar kreeg hij een buitengewone subsidie van de Delftse stadsraad. Waarschijnlijk verhuisde hij naar Amsterdam om bij zijn oudste zoon te gaan wonen. Daar overleed hij op 27 november 1673 en werd op 1 december 1673 in de Oude Kerk begraven.
Hij gaf les aan Ludolf de Jongh en zijn broer Palamedes Palamedesz. (I). 

## Werk
Palamedesz. schilderde vooral genrestukken en portretten, waaronder individuele en groepsportretten.  Hij stond bekend om zijn schilderijen van vrolijke gezelschappen die elegante figuren tonen die zich bezig houden met spel, muziek en conversatie en zijn wachtlokaaltaferelen van het militaire leven, die zeer gewaardeerd werden door zijn opdrachtgevers uit de hogere middenklasse.

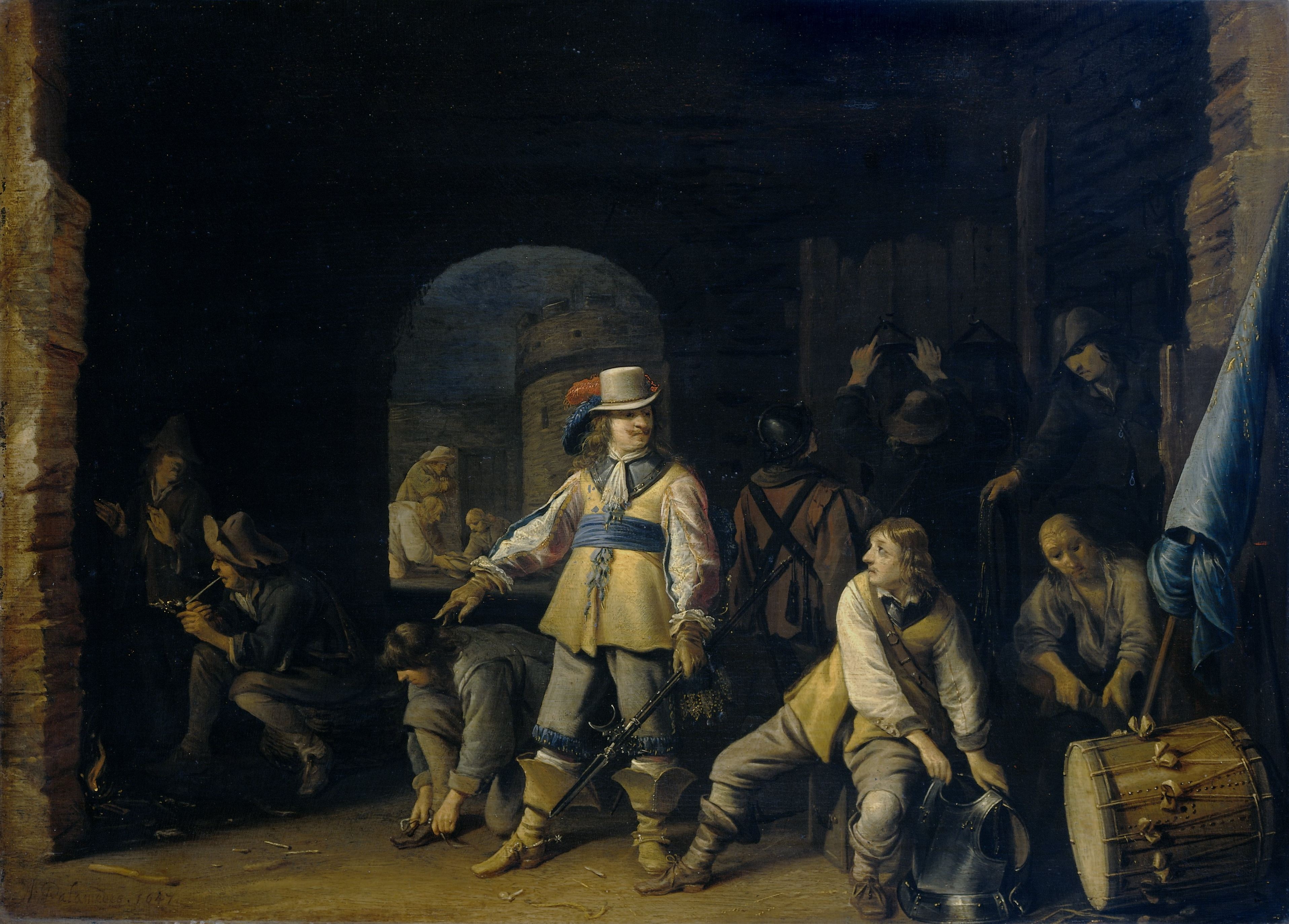
Kortegaardje

### Wachtlokaal scènes
Hij was een van de belangrijkste beoefenaars van het genre van de zogenaamde kortegaardjes, die soldaten tonen die in wachtlokalen hun tijd vullen met verschillende activiteiten, waarvan sommige van een twijfelachtige aard. Dit genre was vooral populair in de Republiek der Zeven Verenigde Nederlanden, hoewel het ook werd beoefend door Vlaamse kunstenaars als David Teniers de Jonge. De belangrijkste exponenten in dit genre waren Pieter Codde, Willem Duyster en Simon Kick in Amsterdam, Jacob Duck in Utrecht en Anthonie Palamedesz. en Jacob van Velsen in Delft.  Het genre werd populair na 1621, toen het Twaalfjarig Bestand met Spanje eindigde. Gelegerd in de hele Republiek, hadden de soldaten vaak lange periodes waarin er geen militaire actie was. Zij gebruikten deze vrije tijd om met de lokale bevolking om te gaan of zich te vermaken met allerlei bezigheden.

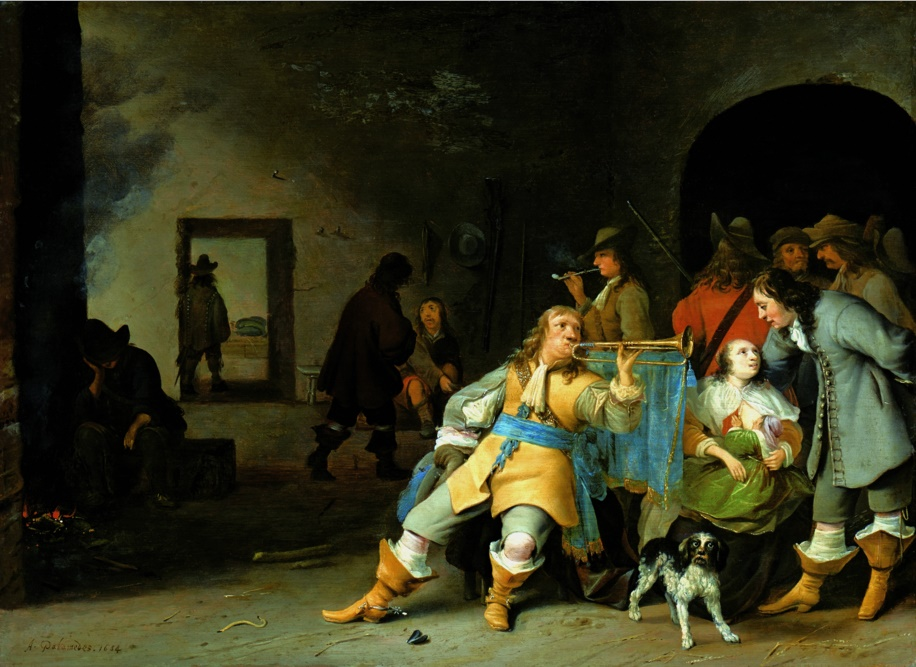
Wachtlokaal met trompettist en een vrouw die borstvoeding geeft

In de beginfase van het genre toonden kortegaardjes zittende soldaten in ruste, in gesprek terwijl ze zich ontspannen en hun uniformen verzorgen, ruzie maken over de buit, klaveren met prostituees, kaarten spelen, een pijp roken of ander moreel bedenkelijk gedrag vertonen. In een tweede fase, die ruwweg rond 1645 begon, werd het gedrag van de soldaten verfijnder en weerspiegelde zo de groeiende beschaving in de Nederlandse samenleving. In deze latere fase waren deze taferelen verstoken van buit en andere oorlogssymboliek en toonden mensen uit de gegoede burgerij die met de soldaten omgaan.
In zijn wachtkamertaferelen, die hij tot ver in de jaren 1660 schilderde, beeldt Palamedes meestal een grote zaal van een ruïne of een kasteel af, die aan de achterkant open is en meestal een grote schouw heeft. Het centrum van het tafereel wordt bijna altijd ingenomen door een mollige officier met een hoge hoed en een klein snorretje. In veel van zijn wachtkamertaferelen bereikt Palamedesz. de elegantie en monumentaliteit van de groepsportretten van de schutterij (burgerwacht) die zo populair waren in de 17e-eeuwse Nederlandse schilderkunst. Zijn wachtkamervoorstellingen zijn uniek, omdat hij vrouwen opvoert in hun rol als moeder en niet in hun meer conventionele rol van courtisane. De wachtkamertaferelen van Palamedesz. vertegenwoordigen dus het mannelijke buitenleven dat is gepacificeerd en getemd door het vrouwelijke, huiselijke moederschap. Met andere woorden, de schijnbaar viriele wachtkamertaferelen zijn in feite een belichaming van gepacificeerde mannelijkheid, een weerspiegeling van een breder proces in de 17de-eeuwse Nederlandse samenleving van groeiende vrouwelijkheid en burgerlijkheid.